# Pępowo (jezioro)
Pępowo (niem. Pampowsee) – jezioro położone 1 km na zachód od wsi Rzędziny, przeciete w połowie granicą polsko-niemiecką. Jest to jezioro wysychajace, zarastające roślinnością wodną, zamieniane stopniowo w bagno i wysychający łęg. Na arkuszu mapy katastralnej Pomorza Szwedzkiego z 1694 r. dotyczącego Stolca jezioro Pępowo ma jeszcze długość ok. 900 m i szerokość ok. 600 m.
Nazwa polska obowiązuje od 1945 i pochodzi od imienia starosłowiańskiego Pęp, Pąp, staropolskiego Pępik, Pampic, kaszubskiego Pąpowo. Zapis w źródłach: 1269 Panpowe.
Nazwa jeziora została ponowiona z nazwy pobliskiej wsi Pępowo (niem. Pampow), leżącej obecnie już w granicach Niemiec.
Na płd.-wsch. stronie jeziora istniała osada Sulisław, obecnie niezamieszkana.